# Jaume Bertran i Estapé
Jaume Bertran i Estapé (el Masnou, 19 d'abril de 1860 - el Masnou, 27 de gener de 1946) fou un capità de vaixell de la marina mercant i cronista català.
Fill de Pau Bertran i Maristany, capità de vaixell, i de Dolors Estapé. Tingué el bergantí “Amalia” com a vaixell familiar, en el qual va desenvolupar la seva carrera, en companyia del seu pare, Pau Bertran i Maristany, el seu oncle, Grau Bertran i Maristany, i el seu cosí germà, Grau Bertran Estapé (tots capitans de cal Gerro). Després també fou oficial primer de la secretaria de l'Ajuntament del Masnou, jutge de pau i cronista de la vila. Molt compromés amb les entitats de la vila, fou soci fundador de la Casa Benèfica i secretari de la junta general del Casino del Masnou.
El 1890 es va casar amb Francesca Collell i Truch, de can Bargilet, (el Masnou, 14 de maig de 1870 - el Masnou, 1903) i tingueren quatre fills: Pau, Jaume, Francesca i Josep. Va néixer al carrer de Sant Felip, 1 (actual 21) però quan es va casar va anar a viure a can Bargilet, al costat de ca l'Indià. El 1954, l'Ajuntament acordà posar el seu nom a la plaça on vivia (plaça de Jaume Bertran) i que fins aleshores s'havia anomenat "plaça de Can Ramon" o popularment "plaça de ca n'Emilio dels Ous".
Com a cronista local va escriure els següents llibres:
- El crimen de Masnou (1908)
- La inundación de Masnou (1909)
- Masnou - Homenatge al rei Amadeo I (1922)